# Redland (Oregon)
Redland az Amerikai Egyesült Államok Oregon államának Clackamas megyéjében elhelyezkedő önkormányzat nélküli település.

## Története
Nevét a talaj vörös színéről kapta. A posta 1892 és 1903 között működött.

## Fordítás
- Ez a szócikk részben vagy egészben  a   Redland, Oregon című angol Wikipédia-szócikk ezen változatának fordításán alapul.  Az eredeti cikk szerkesztőit annak laptörténete sorolja fel. Ez a jelzés csupán a megfogalmazás eredetét és a szerzői jogokat jelzi, nem szolgál a cikkben szereplő információk forrásmegjelöléseként.